# История административно-территориального деления России
История административно-территориального деления России — история законодательно оформленных разделений территории на определённые части, в соответствии с которыми строилась и функционировала система органов власти и управления.

## Предыстория
В Киевской Руси составные части страны именовались волостями или областями. Каждая из них находилась под временным управлением князя из династии Рюриковичей. В XII веке, с началом периода раздробленности, в большинстве областей сформировались постоянные династии, и Русь распалась на полтора десятка практически независимых княжеств, которые стали именоваться «землями». После Монгольского нашествия число княжеств увеличилось, многие из них подверглись дальнейшему территориальному дроблению.
В XIV веке началось объединение Руси под властью Великого княжества Московского, приведшее к появлению в конце XV века единого Русского государства. Оно состояло из уездов, управляемых наместниками, а позднее — воеводами, и делившимися на станы и волости. Уезды стихийно сформировались из территорий бывших княжеств и ханств, а потому очень различались размерами. Так после завоевания Казанского ханства унаследована структура даруг. 
В XVII веке в пограничных регионах получают распространение военно-административные округа — разряды — состоявшие из нескольких уездов. Целью их создания являлось более успешное управление отдалённым регионом в случае внешней угрозы.
Тем не менее, система была недостаточно централизованной — контроль из Москвы был слабым, не способным преодолеть произвол на местах, а сбор налогов страдал от недоимок. В частности, недостаточный контроль выразился в Астраханском (1705—1706) и Булавинском (1707—1708) восстаниях.

## Петровские губернии
| Петровские губернии России (1708—1775) |                         |                 |                 |                 |                 |        |           |              |            |            |            |            |             |                 |                 |      |         |         |         |          |        |        |  |                   |                   |  |        |        |
| 1708—1710 | Архан- гель- ский город | Ингерманландия  | Ингерманландия  | Ингерманландия  | Ингерманландия  | Польша | Польша    | Швеция       | Швеция     | Смо- ленск | Смо- ленск |            | Запо- рожье | Киев            | Киев            | Киев |         |         |         |          |        |        |  |                   |                   |  | Сибирь | Сибирь |
| 1710—1713 | Архан- гель- ский город | Санкт-Петербург | Санкт-Петербург | Санкт-Петербург | Санкт-Петербург | Польша | Польша    | Швеция       | Швеция     | Смо- ленск | Смо- ленск |            | Запо- рожье | Киев            | Киев            | Киев |         |         |         |          |        |        |  |                   |                   |  | Сибирь | Сибирь |
| 1713—1714 | Архан- гель- ский город | Санкт-Петербург | Санкт-Петербург | Санкт-Петербург | Санкт-Петербург | Польша | Польша    |              |            |            | Москва     | Москва     | Запо- рожье | Киев            | Киев            | Киев | Азов    | Азов    | Азов    | Тур- ция |        |        |  |                   |                   |  | Сибирь | Сибирь |
| 1714—1717 | Архан- гель- ский город | Санкт-Петербург | Санкт-Петербург | Санкт-Петербург | Санкт-Петербург | Польша | Польша    | Рига         | Рига       |            |            |            |             | Киев            | Киев            | Киев | Азов    | Азов    | Азов    | Тур- ция | Н. Н.  | Н. Н.  |  |                   |                   |  | Сибирь | Сибирь |
| 1717—1719 | Архан- гель- ский город | Санкт-Петербург | Санкт-Петербург | Санкт-Петербург | Санкт-Петербург | Польша | Польша    | Рига         | Рига       | Астрахань  | Астрахань  | Москва     | Запо- рожье | Киев            | Киев            | Киев | Азов    | Азов    | Азов    | Тур- ция | Казань | Казань |  |                   |                   |  | Сибирь | Сибирь |
| 1719—1725 | Архан- гель- ский город | Санкт-Петербург | Санкт-Петербург | Санкт-Петербург | Санкт-Петербург | Польша | Польша    | Рига         | Рига       | Астрахань  | Астрахань  | Москва     | Запо- рожье | Киев            | Киев            | Киев | Азов    | Азов    | Азов    | Тур- ция | Ревель |        |  | Нижний Нов- город | Нижний Нов- город |  | Сибирь | Сибирь |
| 1725—1726 | Архан- гель- ский город | Санкт-Петербург | Санкт-Петербург | Санкт-Петербург | Санкт-Петербург | Польша | Польша    | Рига         | Рига       | Астрахань  | Астрахань  | Москва     | Запо- рожье | Киев            | Киев            | Киев | Воронеж | Воронеж | Воронеж | Тур- ция | Ревель |        |  | Нижний Нов- город | Нижний Нов- город |  | Сибирь | Сибирь |
| 1726—1727 | Архан- гель- ский город | Санкт-Петербург | Санкт-Петербург | Санкт-Петербург | Санкт-Петербург | Польша | Польша    |              | Смо- ленск | Смо- ленск | Астрахань  |            | Запо- рожье | Киев            | Киев            | Киев | Воронеж | Воронеж | Воронеж | Тур- ция | Ревель |        |  | Нижний Нов- город | Нижний Нов- город |  | Сибирь | Сибирь |
| 1727—1744 | Архан- гель- ский город |                 |                 | Нов- город      | Нов- город      | Польша | Польша    |              | Смо- ленск | Смо- ленск | Астрахань  | Бел- город | Бел- город  |                 |                 |      | Воронеж | Воронеж | Воронеж | Тур- ция | Ревель |        |  | Нижний Нов- город | Нижний Нов- город |  | Сибирь | Сибирь |
| 1744—1764 | Архан- гель- ский город | Выборг          |                 | Нов- город      | Нов- город      | Польша | Польша    |              | Смо- ленск | Смо- ленск | Орен- бург | Орен- бург | Бел- город  |                 |                 |      | Воронеж | Воронеж | Воронеж | Тур- ция | Ревель |        |  | Нижний Нов- город | Нижний Нов- город |  | Сибирь | Сибирь |
| 1764—1765 | Архан- гель- ский город | Выборг          | Ново- россия    | Нов- город      | Нов- город      | Польша | Польша    | Мало- россия | Смо- ленск | Смо- ленск | Орен- бург | Орен- бург | Бел- город  |                 | Иркутск         |      | Воронеж | Воронеж | Воронеж | Тур- ция | Ревель |        |  | Нижний Нов- город | Нижний Нов- город |  |        |        |
| 1765—1772 | Архан- гель- ский город | Выборг          | Ново- россия    | Нов- город      | Нов- город      | Польша | Польша    | Мало- россия | Смо- ленск | Смо- ленск | Орен- бург | Орен- бург |             | Слоб. Укра- ина | Слоб. Укра- ина |      |         |         |         | Тур- ция | Ревель |        |  | Нижний Нов- город | Нижний Нов- город |  |        |        |
| 1772—1775 | Архан- гель- ский город | Выборг          | Ново- россия    |                 | Псков           | Псков  | Моги- лёв | Мало- россия | Смо- ленск | Смо- ленск | Орен- бург | Орен- бург |             | Слоб. Укра- ина | Слоб. Укра- ина |      |         |         |         | Тур- ция | Ревель |        |  | Нижний Нов- город | Нижний Нов- город |  |        |        |
| 1775 | Архан- гель- ский город | Выборг          | Ново- россия    |                 | Псков           | Псков  | Моги- лёв | Мало- россия | Смо- ленск | Смо- ленск | Орен- бург | Орен- бург | Азов        | Азов            | Слоб. Укра- ина |      |         |         |         |          | Ревель |        |  | Нижний Нов- город | Нижний Нов- город |  |        |        |
| - В целом губернии перечислены с запада на восток вдоль границы. Однако Рижская губерния была несвязной — Смоленский уезд был отделён от основной её части Польшей; за счёт этого порядок губерний нарушен. - Вместо названий губерний указаны одноимённые центры или регионы — Киев для Киевской, Малороссия для Малороссийской. - Белый цвет — территории других государств; они подписаны названием всего государства, а не его административных единиц. - Указаны только создания новых губерний и устранения старых — передачи провинций от одной губернии к другой и прибавления территорий от других стран, даже крупные, не отмечены. - Киевская губерния формально продолжала существовать и после 1764 года, но фактически её территория управлялась Малороссийской комиссией. - Сибирская и Иркутская губернии активно расширялись, но отметить это конкретными годами не представляется возможным. |                         |                 |                 |                 |                 |        |           |              |            |            |            |            |             |                 |                 |      |         |         |         |          |        |        |  |                   |                   |  |        |        |

### Первая реформа Петра I
В результате в 1708 году царь Пётр I провёл областную реформу, разделив территорию России на 8 огромных губерний: Московскую, Ингерманландскую (Шлиссельбург; с 1710 — Санкт-Петербургская), Архангелогородскую, Киевскую, Смоленскую, Казанскую, Азовскую и Сибирскую (Тобольск).
Взамен уездов территория страны была поделена на города с прилегающими к ним землями, а также разряды и приказы. В 1710—1713 годах губернии были дополнительно разделены на доли, которые управлялись ландратами.
В 1713 году из присоединённой части Шведской Ливонии и части Смоленской губернии была образована Рижская губерния, а остальная часть Смоленской губернии была передана Московской губернии. В 1714 году северо-запад Казанской губернии был преобразован в Нижегородскую губернию. В 1717 году юг Казанской губернии был преобразован в Астраханскую губернию. В 1717—1719 годах территории Нижегородской губернии временно возвращались в состав Казанской губернии.

### Вторая реформа Петра I
В 1719 году была проведена новая реформа: все губернии, кроме Астраханской и образованной в этом же году Ревельской, были подразделены на новые промежуточные единицы — провинции, всего 47 штук. Доли были упразднены, а уезды были возвращены и временно (до 1727 года) переименованы в дистрикты. Во главе провинции стоял воевода, а во главе дистрикта — земский комиссар. Сложившаяся трёхуровневая система — губерния, провинция, уезд — просуществовала до губернской реформы Екатерины II в 1775 году, за это время число губерний выросло от 8 до 20.
Также в 1719 году была присоединена оставшаяся часть Шведской Эстляндии, из которой была образована Ревельская губерния (Ревель — современный Таллин). В 1725 году Азовская губерния стала Воронежской (Азов был утерян в результате Прутского мира в 1709 году, а Воронеж служил административным центром губернии с 1715 года). В 1726 году была вновь образована Смоленская губерния — из частей Рижской и Московской губерний — и число губерний достигло 12.

### Изменения 1727—1744 годов
В 1727 году дистрикты были переименованы обратно в уезды. Одновременно было проведено измельчение административно-территориальных единиц: вместо 166 уездов их стало около 250, вместо 12 губерний их стало 14.
Была образована Белгородская губерния из частей Киевской, а Новгородская — из частей Санкт-Петербургской.
В 1744 году были образованы две новые губернии — Выборгская (из частей Санкт-Петербургской) и Оренбургская (из частей Казанской и Астраханской) — общее количество губерний достигло 16, при этом прибалтийские губернии вместо провинций и уездов делились на дистрикты.

### Ранние изменения при Екатерине II
В 1764 году во многих провинциях были объединены уезды. Кроме того, в 1764—1765 годах были образованы 4 новых губернии, а в 1772—1775 годах — ещё 3, и их стало 23.
В 1764 году Иркутская губерния была образована из одноимённой провинции Сибирской губернии, а из присоединённых территорий, преимущественно земель Войска Запорожского, были образованы Новороссийская (Кременчуг) и Малороссийская (Левобережная Украина) губернии. В 1765 году из частей Белгородской и Воронежской губерний была образована Слободско-Украинская губерния (центр в Харькове).
В 1772 году после первого раздела Речи Посполитой были образованы Могилёвская и Псковская губернии. В 1775 году из земель Османской империи, присоединённых по итогам Кючук-Кайнарджийского мира, была образована новая Азовская губерния (отличная от старой, переименованной в Воронежскую). В обоих случаях новые губернии включили в себя земли других губерний России.

## Екатерининские губернии

### Реформа Екатерины II
7 ноября 1775 года Екатерина II подписала указ, в соответствии с которым размеры губерний были уменьшены, их число увеличено вдвое, ликвидированы провинции (в ряде губерний внутри них были выделены области) и изменены границы уездов. Позже были учреждены наместничества. Екатерининская реформа была завершена в 1785 году, и в её результате территория Российской империи стала делиться на 38 наместничеств, 3 губернии (Петербургскую, Московскую и Псковскую) и 1 область на правах наместничества (Таврическую). К концу царствования Екатерины II Россия делилась на 50 наместничеств и губерний и 1 область.

### XIX век
По состоянию на 1847 год в Российской империи насчитывалось 44 губерний и 3 области.
С 1865 года часть губерний превратились в «земские» — в них был введён институт местного управления (земства).
По состоянию на 1914 год в административно-территориальном отношении Россия делилась на губернии и области, некоторые из которых входили в генерал-губернаторства. Существовало также одно наместничество — Кавказское, в состав которого также входили губернии и области. Губернии и области делились на уезды и округа, последние — на волости. В состав губерний входили также города: губернские, уездные, безуездные. Города Санкт-Петербург, Москва, Одесса, Керчь, Севастополь, Николаев, Ростов-на-Дону имели особый статус градоначальств. Большая часть губерний и областей не входила в состав генерал-губернаторств. Не входили в состав генерал-губернаторств также три области — Тургайская область (г. Кустанай), Уральская область (г. Уральск), область Войска Донского (г. Новочеркасск).
Административно-территориальное деление Российской империи по состоянию на 1914 год см.
- в статье Губернии и области Российской империи на 1914 и
- в разделе Список генерал-губернаторств на 1914 год статьи Генерал-губернаторство (Российская империя).

## 1914—1922 годы
В апреле установлен протекторат России над пятью хошунами Урянхайского края. Он включается в состав Енисейской губернии.
В 1914 году начинается Мировая война. Санкт-Петербургская губерния переименована в Петроградскую. В начале войны Россия занимает территорию Королевства Галиции и Лодомерии, на этих территориях формируется Галицийское генерал-губернаторство, состоящее из сформированных Львовской, Тарнопольской, Перемышльской и Черновицкой губерний. После Великого отступления 1915 года эти территории были потеряны, а Царство Польское, Курляндская, Ковенская и Виленская губернии оказалась под оккупацией Германией, на оккупированных территориях формируются сепаратистские движения, в 1916 году создается марионеточное  Германии Польское королевство. 
На Кавказе была отторгнута часть территории Османской империи — Западная Армения. Там формируется временная Администрация Западной Армении и временные Ванская, Хнусская, Эрзерумская и Понтийская области.
После Февральской революции была образована Букеевская и Алтайская губернии.
В результате непрерывных боевых действий как на фронтах Первой мировой войны, Февральской, Октябрьской революций и Гражданской войны Россией были навсегда утрачены территории Царства Польского, Великого княжества Финляндского, губернии, располагавшиеся на территориях современных государств Эстония, Латвия, Литва, Белоруссия, Украина, Молдова, Грузия, Армения, Азербайджан; Бухарский эмират и Хивинское ханство, вышли из-под Российской зависимости. На оставшейся части империи сначала была сформирована Российская республика, а впоследствии и РСФСР. Советская власть взяла курс на поддержку национальных сепаратистских движений на территории бывшей Российской империи.
По итогам гражданской войны на всей территории РСФСР, в Белоруссии, на Украине, в Закавказских республиках, а также на территориях бывших Бухарского и Хорезмского эмиратов была установлена советская власть; на территории РСФСР образовано несколько автономных республик.
30 декабря 1922 года был создан Советский Союз (СССР) как единое государство, однако РСФСР, УССР, БССР и ЗСФСР вошли туда на равных правах. Таким образом, для России территории Белоруссии, Малороссии и Новороссии, Закавказья были утрачены. В ходе будущих административно-территориальных изменений Россия утратила и земли Средней Азии. 

## РСФСР
После создания РСФСР, на её территории начали появляться первые национальные образования — автономные советские социалистические республики (АССР), автономные области (АО) и национальные (впоследствии — автономные) округа (НО). Первые АССР образовывались чаще всего из губерний с преимущественным национальным населением, в дальнейшем в АССР преобразовывались соответствующие АО. АО и НО образовывались из части территории с преимущественным национальным населением с сохранением «родительской» территории.
С 1923 года по 1929 год была проведена реформа по укрупнению регионов, в результате чего к 1930 году все губернии и области РСФСР были объединены в 7 краёв, 6 областей и 8 АССР, в состав краёв и областей также входили АО и НО.
Начиная с 1930 года начался обратный процесс — разукрупнение регионов. В итоге, к 1959 году на территории РСФСР сформировалось территориальное деление, просуществовавшее без учёта номенклатурных изменений до 1992 года.
В период существования РСФСР изменялся и её территориальный состав. Так, в 1924 году из РСФСР были выведены территории современных Таджикистана, Туркменистана и Узбекистана, в марте 1924 части Витебской (с г. Витебском) и Смоленской (с г. Оршей) губерний были переданы в состав Белорусской ССР, в декабре 1926 года в состав Белорусской ССР была передана часть Гомельской губернии (с г. Гомелем), в 1936 году — территории Казахстана и Киргизии, в 1940 году была выведена Карело-Финская ССР, в 1943 и 1944 годах в состав Грузинской ССР были переданы ряд районов упразднённых Карачаевской автономной области и Чечено-Ингушской АССР, а в 1954 году в состав Украинской ССР был передан Крымский полуостров. В свою очередь, к РСФСР были присоединены территории Салла — Куусамо и часть полуострова Рыбачий из состава Финляндии (1940), в 1944 году в состав РСФСР вошла территория современной республики Тыва (была независимой Тувинской Народной Республикой), Карельский перешеек, который в 1940 году был уступлен Финляндией и включён в состав Карело-Финской ССР, также из состава Финляндии была включена территория Петсамо (включена в состав Мурманской области), из состава Латвийской ССР был передан Пыталовский район (ныне в составе Псковской области), в 1945 году в состав РСФСР вошли территории Калининградской области (была частью Германии), части Сахалинской области (Южный Сахалин и Курильские острова входившие в состав Японии), из состава Эстонской ССР были переданы Ивангород (вошёл в состав Ленинградской области) и Печоры (включены в состав Псковской области), в 1955 году Клухорский район был возвращён из состава Грузинской ССР, в 1956 году в состав РСФСР была возвращена Карелия, в 1957 году из состава Грузинской ССР (после реабилитации депортированных кавказских народов) были возвращены части Душетского района и Казбегского района.
3 февраля 1947 года частью РСФСР стал Сектор Янискоски — Нискакоски, до передачи СССР являвшийся частью Финляндии.

## Российская Федерация
После распада СССР бывшие автономии, области и края, входившие в состав РСФСР, стали называться субъектами Федерации, сама РСФСР стала именоваться Российской Федерацией — Россией, многие бывшие автономии изменили наименования на транскрибированные с языка титульной национальности. Почти все субъекты федерации в составе России заключили специальные «федеративные договоры», которые расширяли степень их автономии; федеративный договор отказались подписать республики Татарстан, Чеченская и Ингушская. Современный вид территориальное деление России получило в 1993 году с принятием новой Конституции, а также после укрупнения ряда субъектов федерации во второй половине 2000-х годов (фактически — упразднения 6 из 10 автономных округов), а также аннексии территории Крымского полуострова и четырёх областей Украины.
По состоянию на 2022 год административно-территориальное устройство России (с учётом аннексированных территорий Украины) включало:
- 24 республики;
- 9 краёв;
- 48 областей;
- 3 города федерального значения (Москва, Санкт-Петербург и Севастополь);
- 1 автономная область (Еврейская);
- 4 автономных округа — субъекты Федерации;
- 1866 районов;
- 1095 городов;
- 329 городских районов;
- 1348 посёлков городского типа;
- 22944 сельских администраций;
- 154049 сельских населенных пунктов.

В мае 2000 года в России образовано семь федеральных округов. В январе 2010 года был из Южного был выделен Северо-Кавказский федеральный округ, и их стало восемь. В 2014 году в аннексированном Крыму был образован девятый, Крымский федеральный округ, территория которого в 2016 году вошла в Южный федеральный округ. В конце 2018 году Республика Бурятия и Забайкальский край были переданы из Сибирского в Дальневосточный федеральный округ, а администрация последнего была перенесена из Хабаровска во Владивосток. Несмотря на аннексию Донецкой и Луганской (в виде самопровозглашённых ДНР и ЛНР), Запорожской и Херсонской областей Украины в 2022 году, эти субъекты формально не входят ни в один из федеральных округов.
В настоящее время существуют следующие федеральные округа с соответствующими административными центрами:
- Центральный округ — Москва;
- Северо-Западный округ — Санкт-Петербург;
- Приволжский округ — Нижний Новгород;
- Южный округ — Ростов-на-Дону;
- Северо-Кавказский округ — Пятигорск;
- Уральский округ — Екатеринбург;
- Сибирский округ — Новосибирск;
- Дальневосточный округ — Владивосток;

Во главе каждого из них стоит полномочный представитель Президента России. Эти округа не затрагивают административно-территориального деления страны, а служат целям укрепления государственной власти.